# Eva González Moujir
Eva González Moujir (20 de abril de 1986) es una deportista española que compitió en vela en la clase Elliott 6m. Ganó una medalla de oro en el Campeonato Mundial de Match Race Femenino de 2013.

## Palmarés internacional
| \| Campeonato Mundial \| Campeonato Mundial \| Campeonato Mundial \| Campeonato Mundial \| \| Año \| Lugar \| Medalla \| Clase \| \| ------------------ \| ---------------------- \| ------------------ \| ------------------ \| \| 2013 \| Busan ( Corea del Sur) \| Medalla de oro \| Match race \| |                        |                |            |
| Campeonato Mundial |                        |                |            |
| Año | Lugar                  | Medalla        | Clase      |
| 2013 | Busan ( Corea del Sur) | Medalla de oro | Match race |